# أليكس هوب
أليكس هوب (بالإنجليزية: Alex Hope)‏ هي موسيقية وكاتبة غنائية ومنتجة أسطوانات أسترالية، ولدت في 29 نوفمبر 1993 في لندن في المملكة المتحدة.

## وصلات خارجية
- الموقع الرسمي
- أليكس هوب على موقع ميوزك برينز (الإنجليزية)
- أليكس هوب على موقع ديسكوغز (الإنجليزية)